# Dorota Goliszewska
Dorota Goliszewska (ur. 6 lutego 1957 w Warszawie, zm. 21 grudnia 2018 w Warszawie) – polska publicystka i redaktorka.

## Życiorys
Dorota Goliszewska, z d. Puzyńska, córka Olgierda i Wieslawy. Ukończyła VII Liceum Ogólnokształcące im. Juliusza Słowackiego w Warszawie. Studiowała na Wydziale Dziennikarstwa i Nauk Politycznych Uniwersytetu Warszawskiego.

### Dziennikarka i redaktorka
Od 1990 r. związana z prasą ekonomiczną. Pracowała m.in. w magazynie Prawo i Gospodarka. Była zastępczynią redaktora naczelnego dziennika Nowa Europa, tygodnika Cash (1994–1996), dziennika Parkiet (1997/1998) oraz miesięcznika Businessman Magazine (1998/1999). Od września 2001 r. do sierpnia 2004 r. była zastępczynią redaktora naczelnego w miesięczniku Profit (obecnie: Forbes). Była także redaktorką naczelną miesięcznika Gra na Giełdzie oraz kierowała projektem Capital (projekt miesięcznika gospodarczego Gruner+Jahr, ostatecznie niezrealizowany).
Od 2004 r. zastępczyni redaktora naczelnego, a od stycznia 2005 r. do 2009 r. redaktorka naczelna miesięcznika Manager Magazin. Od września 2010 r. do końca 2011 r. była wydawcą biznesowego miesięcznika Strategie. Od stycznia do grudnia 2012 r. pracowała jako zastępczyni redaktora naczelnego miesięcznika Nowy Przemysł.
Była pomysłodawczynią, a od września 2015 r. do śmierci, redaktorką naczelną miesięcznika My Company Polska.

### Inne funkcje

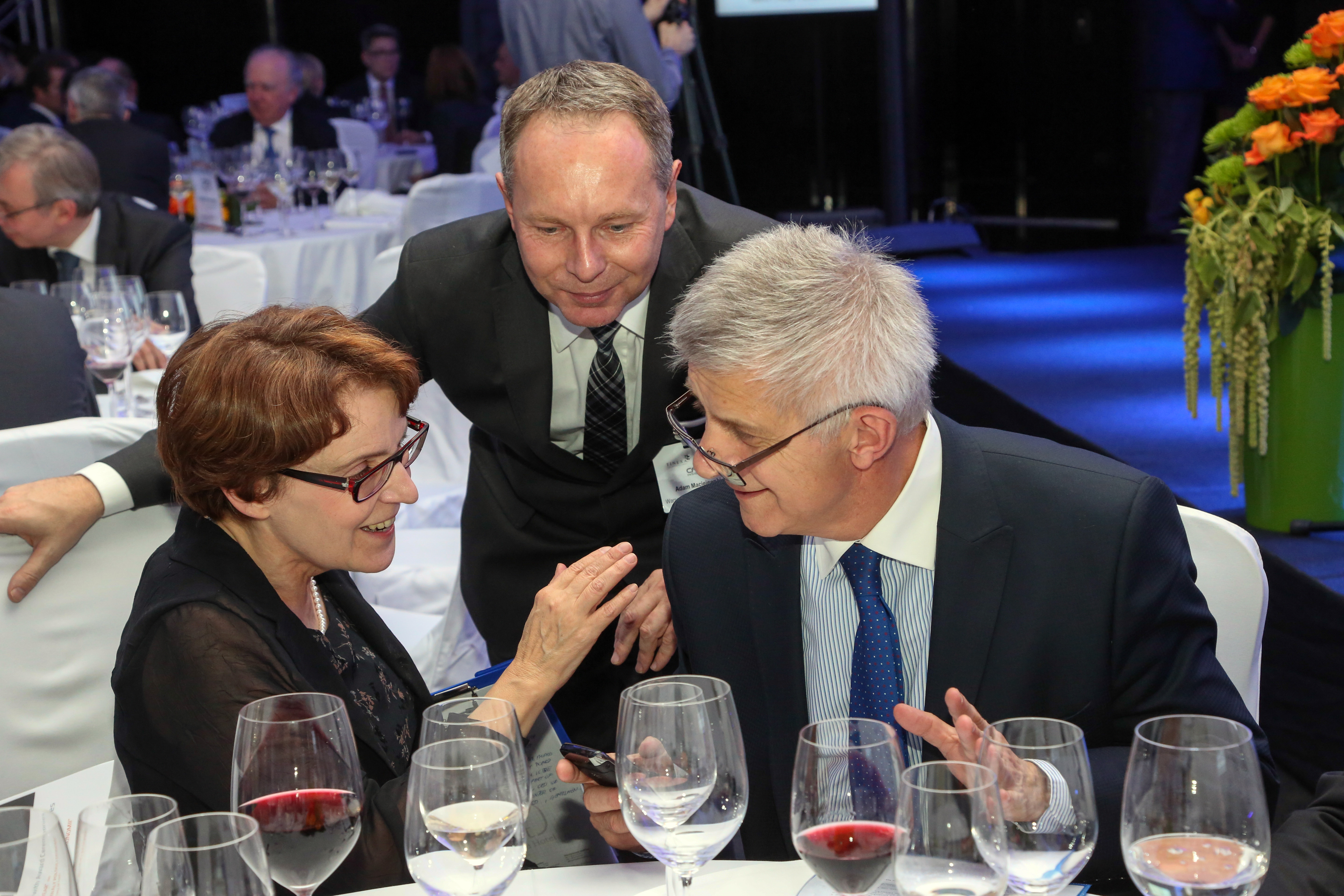
Dorota Goliszewska z Markiem Belką (po prawej) i Adamem Maciejewskim na wieczornej gali podczas 43. IAFEI World Congress

Dorota Goliszewska była zaangażowana w wiele projektów poza dziennikarskich. W 2013 r. była dyrektorką ds. PR w Stowarzyszenia Dyrektorów Finansowych FINEXA. Koordynowała prace jury Galerii Chwały Polskiej Ekonomii (przewodniczący Henryk Orfinger, Adam Budnikowski, Witold Orłowski i in.). W 2013 r. pełniła funkcję menedżera projektu przy organizacji konferencji w Warszawie (43rd IAFEI World Congress) organizowanego przez Międzynarodowe Stowarzyszenie Dyrektorów Finansowych. Była członkiem zarządu Fundacji Promocji Zdrowego Żywienia Procibus oraz menedżerem projektu w konkursie Królowa Mleka.
Zmarła 21 grudnia 2018 r. po długiej chorobie. Pochowana została 28 grudnia 2018 r. na cmentarzu Powązkowskim w Warszawie.